# Stage Four
Stage Four var en svensk sånggrupp som var aktiv under slutet av 1980-talet. Gruppen bestod av fyra då okända ungdomar: två tjejer, Lisa Nilsson och Lizette Pålsson, och två killar, Andreas Lundstedt och Peter Jöback. Alla är nu välkända artister. Gruppen medverkade bland annat i Julnygammalt med Bosse Larsson.